# マング・イナサル
マング・イナサル（英語: Mang Inasal）とは、フィリピンのファーストフードチェーン店。焼き鳥とバーベキューのチェーンで、ジョリビーと同じくジョリビー・フード・コーポレーションによる運営である。店名は、ヒリガイノン語で「Mr. Barbecue」を意味する。